# Linares de Mora
Linares de Mora é um município da Espanha na província de Teruel, comunidade autónoma de Aragão. Tem 116,3 km² de área e em 2021 tinha 226 habitantes (densidade: 1,9 hab./km²).
Linares de Mora, em plena Sierra de Gúdar, tem uma altitude de mais de 1300 metros. As suas casas, que parecem colocadas de forma escalonada, e as suas ruas em forma de colina dão-lhe uma beleza especial. O seu conjunto urbano está classificado como Bem de Interesse Cultural graças à Igreja da Imaculada.

## Demografia
| Variação demográfica do município entre 1991 e 2004 | Variação demográfica do município entre 1991 e 2004 | Variação demográfica do município entre 1991 e 2004 | Variação demográfica do município entre 1991 e 2004 |
| --------------------------------------------------- | --------------------------------------------------- | --------------------------------------------------- | --------------------------------------------------- |
| 1991                                                | 1996                                                | 2001                                                | 2004                                                |
| 351                                                 | 317                                                 | 303                                                 | 329                                                 |